# 高原智美
高原 智美（たかはら ともみ、1984年10月7日 - ）は、日本の元AV女優。ゼロサムプロダクション所属
身長:155cm。スリーサイズ:B86(C)・W57・H90。趣味・特技:旅行、料理。

## 略歴
千葉県出身。2007年にAVデビュー。2009年5月15日をもって引退。

## 出演作品

### アダルトビデオ
2007年
- 家庭教師はガマンできない 25（3月24日、クリスタル映像）他出演:天海春菜、衣川音寧、関彩菜、永崎みや、響鳴音
- 家庭教師は女子大生Special 13（4月20日、クリスタル映像）他出演:衣川音寧、上原ちなつ、沙耶、柴崎望、関彩菜、姫乃留美、不動あきな、水森あおい、 観月若菜、永崎みや、響鳴音
- ビージーン（7月7日、桃太郎映像出版）
- アナル中出し潮吹き2穴同時挿入デビュー!! （7月19日、桃太郎映像出版）
- イカセ系!! 電マ潮吹き4Pはずしっぱなし中出し!!（8月7日、桃太郎映像出版）
- 超特濃大量ザーメンぶっかけ!! 雄汁でズブ濡れ!!（8月19日、桃太郎映像出版）
- 既にここまで調教されていた! デビュー直前ドM調教旅行（9月7日、桃太郎映像出版）
- オーラル&ワギナ&アナル オール生中出し輪姦大乱交（9月19日、桃太郎映像出版）
- NuruNuru 性感ローションぬるぬる生中出し（10月7日、桃太郎映像出版）
- チンポ大好き!! オマ○コに2本同時挿入!!（10月19日、桃太郎映像出版）
- 監禁女子校生 （11月19日、桃太郎映像出版）
- 智美が突然、彼女に。 完全主観バーチャルSEX（12月7日、桃太郎映像出版）
- そんなの関係ねぇ!! 俺達の、キレちまった夏。（12月7日、桃太郎映像出版）他出演:芹沢つかさ、麻生なな、若槻めい、近藤優希、白河ゆい、水澤あいさ、竹下なな、長瀬あずさ、山口りえ、吉川ゆい
- 超豪華有名女優22人 暴れるオッパイ騎乗位コレクション 2nd （12月7日、桃太郎映像出版）※総集編
- 超豪華有名女優22人 波打つ尻肉後背位コレクション 2nd（12月7日、桃太郎映像出版）※総集編
- こんな中出し見てみたい!出したもん勝ち豪華版!（12月19日、桃太郎映像出版）※総集編

2008年
- 超人気エロ女優コレクション 年明け早々勃起しまくり4時間!（1月7日、桃太郎映像出版）※総集編
- 超豪華有名女優未公開映像 過激で衝撃、エロ娘たち見参 淫乱ファック編!（1月7日、桃太郎映像出版）※総集編
- 何かイイコトしませんか?ご主人様 ともみはエロ尻ご奉仕メイド（1月19日、桃太郎映像出版）

2010年
- オペラ5周年記念DVD24時間6枚組（12月25日、オペラ）他多数出演

2011年
- 超人気女優・超ボリューム・超ハード2穴FUCK150作品16時間（1月19日、ROOKIE]）他多数出演
- 排泄まる見え！脱糞BEST オペラ女優の脱糞シーン全部見せます!（2月7日、オペラ）他多数出演

## テレビ出演

### ドラマ
- 特命係長 只野仁 4thシーズン　第34話 （2009年1月22日、テレビ朝日）

### バラエティ
- 朝までたけし的ショー2008 お正月 （2008年、テレビ朝日）